# Stephan Meder
Stephan Meder (* 4. Februar 1956 in Nürnberg) ist Inhaber des Lehrstuhls für Zivilrecht und Rechtsgeschichte an der Leibniz Universität Hannover.

## Leben
Nach einem Studium der Rechtswissenschaft, Philosophie und Geschichte in Erlangen, Frankfurt am Main und Berlin folgten Studienaufenthalte in Italien (1978/79) und in den Vereinigten Staaten (1983/84). Im Jahr 1988 wurde Meder an der Johann-Wolfgang-Goethe-Universität Frankfurt am Main promoviert, ebenda erfolgte 1992 seine Habilitation. In den Jahren 1992–1994 übte er Lehrtätigkeiten an den Universitäten Würzburg, Erlangen, Münster, Frankfurt am Main und Greifswald aus, 1995–1998 hatte er eine Professur für Bürgerliches Recht und Neuere Privatrechtsgeschichte an der Europa-Universität Viadrina in Frankfurt (Oder) und seit 1. April 1998 eine Professur für Zivilrecht und Rechtsgeschichte an der Universität Hannover inne.

## Kritik
2021 hat Peter Oestmann Plagiatsvorwürfe gegenüber mehreren Werken von Meder erhoben. Unter anderem soll Meder Teile seines Lehrbuchs „Rechtsgeschichte“ von anderen Autoren übernommen und nicht kenntlich gemacht haben. Meder erhob daraufhin Klage auf Unterlassung und Schadensersatz gegen Oestmann vor dem LG Berlin. Er legt Oestmann zur Last, unberechtigte Plagiatsvorwürfe erhoben zu haben. Das LG Berlin wies die Klage am 16. April 2024 ab. Nach Angaben der Hannoverschen Allgemeinen Zeitung leitete die Leibniz Universität Hannover eine Untersuchung ein, deren Ergebnisse für die zweite Hälfte 2022 erwartet werden. Der von „schwerwiegenden Fehlern“ und „Korrekturbedarf“ sprechende Böhlau-Verlag des Werkes Rechtsgeschichte hat das Buch vorerst aus dem Handel genommen und ebenfalls eine Prüfung eingeleitet. Auch hinsichtlich eines anderen, dort erschienenen Buchs prüft der Verlag die Plagiatsvorwürfe.

## Schriften (Auswahl)

### Schriften seit 2019
- (Hrsg.): Franz Peter Bremer / Der junge Savigny zwischen Frühromantik und Rechtswissenschaft (1799–1806). Edition von Auszügen eines biographischen Versuchs. Schwabe Verlag, Berlin 2024, ISBN 978-3-7574-0120-7.
- Savignys Weg in die juristische Moderne. Romantik, Gender, Religion, Wissenschaft, Schwabe Verlag, Berlin 2023, 478 S, ISBN 978-3-7574-0108-5.
- Legal Machines, Of Subsumption Automata, Artificial Intelligence, And the Search for the "Correct" Judgment, Talbot Publishing, Clark (New Jersey) 2023, 167 S., ISBN 978-1-61619-681-3.
- Gesellschaftsvertrag und Souveränität bei Moses Mendelssohn und im 19. Jahrhundert, in: Ursula Goldenbaum, Stephan Meder, Matthias Armgardt (Hg.), Moses Mendelssohns Rechtsphilosophie im Kontext, Hannover 2021, S. 145–170, ISBN 978-3-86525-836-6.
- Aequitas und ius strictum in der Historischen Rechtsschule und Pandektistk, in: Matthias Armgardt, Hubertus Busche (Hrsg.): Recht und Billigkeit. Zur Geschichte der Beurteilung ihres Verhältnisses, Tübingen 2021, S. 509–532, ISBN 978-3-16-158230-1.
- Rechtsmaschinen. Von Subsumtionsautomaten, Künstlicher Intelligenz und der Suche nach dem "richtigen" Urteil, Köln-Weimar-Wien 2020, 152 S, ISBN 978-3-412-52017-5.
- Rechtsgeschichte. Eine Einführung, 7. Auflage, Köln-Weimar-Wien 2020 (UTB-Taschenbuch 2299), 512 S., ISBN                                                                                                                                                                                                             978-3-8252-5633-3.
- Leibniz und das autonome Fahren. Zur Vorgeschichte der Ideen von selbststeuernden Maschinen, technischer Kinetik und Robotik, in: Bernd H. Oppermann, Jutta Stender-Vorwachs: Autonomes Fahren. Rechtsprobleme, Rechtsfolgen, technische Grundlagen, 2. Auflage, München 2020, S. 41–47, ISBN 978-3-406-73285-0.
- Die Todesstrafe des Hängens mit Wölfen und Hunden. Von den Anfängen in der Antike bis zur Historischen Rechtsschule, in: Markus Hirte, Andreas Deutsch (Hrsg.): Hund und Katz – Wolf und Spatz. Tiere in der Rechtsgeschichte, Sankt Ottilien 2020, S. 205–223 (Kataloge des Mittelalterlichen Kriminalmuseums in Rothenburg ob der Tauber, Bd. 3), ISBN 978-3-8306-7989-9.
- Franz Wieackers "Wandlungen im Bilde der historischen Rechtsschule" neu gelesen: Ein schiefes Bild der Rechtsgeschichte? In: Bernd H. Oppermann, Udo Winkelmann (Hrsg.): Die Geschichtlichkeit des Rechts und ihre Folgen für das deutsche Staats- und Verwaltungsrecht. Symposion anlässlich des 80. Geburtstags von Albert Janssen, Halle an der Saale 2020, S. 13–47, ISBN 978-3-86977-217-2.
- Philipp Lotmar und die Methode der Pandektisten. Zugleich ein Beitrag zum Verhältnis von Rechtsgeschichte und Privatrechtsdogmatik, in: Iole Fargnoli, Urs Fasel: Das römische Recht vom Error – Philipp Lotmars opus magnum (Forschungsband zum Kolloquium 2019 an der Universität Bern), Bern 2020, S. 65–86, ISBN 978-3-7272-4599-2.
- Richard Strauss versus Luigi Denza: Der Kampf um das Urheberrecht an dem Lied "funiculì, funiculà", in: ders.: Geschichte und Zukunft des Urheberrechts II (= Beiträge zu Grundfragen des Rechts, Bd. 34), Göttingen 2020, S. 123–134, ISBN 978-3-8471-1176-4.
- Das Konzept des Vaters im Rechtsdenken von Pierre Legendre, in: Assunta Verrone, Peter Nickl (Hrsg.): Dreiviertel-Ich: Identitäten. Texte zum 6. Festival der Philosophie, Berlin 2020, S. 85–102, ISBN 978-3-643-14272-6.
- Rudolf von Jhering und der Aufstand gegen den rechtswissenschaftlichen Formalismus, in: JZ 74 (2019), S. 689–696, doi:10.1628/jz-2019-0269.
- Was bedeutet Dogmatik? Eine Skizze aus rechtshistorischer Perspektive, in: Andreas Raffeiner (Hrsg.): Auf der Klaviatur der Rechtsgeschichte (FS Kurt Ebert), Teilband II, Hamburg 2019, S. 519–540, ISBN 978-3-339-11096-1.
- Zwischen strengem Formalismus und totaler Materialisierung: Das Paradigma von den "Wandlungen" der Rechtsordnung, in: Kritische Justiz 52, 2019 (FS Rudolf Wiethölter), S. 528–542, doi:10.5771/0023-4834-2019-3.
- "Auf dem rechten Auge blind": Der Film "Affaire Blum" – ein Spiegel politischer Justiz in der Weimarer Republik, in: Erinnern! Aufgabe, Chance, Herausforderung. Zeitschrift Stiftung der Gedenkstätten Sachsen-Anhalt, Nr. 2/2019, S. 77–85, ISSN 2194-2307.

### Monographien
- Der unbekannte Leibniz. Die Entdeckung von Recht und Politik durch Philosophie, Böhlau, Köln-Weimar-Wien 2018, 386 S, ISBN 978-3-412-50063-4.
- Doppelte Körper im Recht. Traditionen des Pluralismus zwischen staatlicher Einheit und transnationaler Vielheit, Mohr Siebeck, Tübingen 2015, 400 S, ISBN 978-3-16-154028-8.
- Gottlieb Planck und die Kunst der Gesetzgebung (Schriftenreihe des Instituts für Rechtsgeschichte, Rechtsphilosophie und Rechtsvergleichung der Georg-August-Universität Göttingen, Bd. 2), Baden-Baden 2010, 136 S.
- Ius non scriptum. Traditionen privater Rechtsetzung, Mohr Siebeck, 2. Auflage, Tübingen 2009, 301 S, ISBN 978-3-8452-2371-1.
- Mißverstehen und Verstehen. Savignys Grundlegung der juristischen Hermeneutik, Mohr Siebeck, Tübingen 2004, 284 S, ISBN 978-3-16-148418-6.
- Urteilen. Elemente von Kants reflektierender Urteilskraft in Savignys Lehre von der juristischen Entscheidungs- und Regelfindung (Ius Commune – Veröffentlichungen des Max-Planck-Instituts für europäische Rechtsgeschichte Frankfurt am Main. Sonderhefte – Studien zur europäischen Rechtsgeschichte Nr. 118. Reihe Savignyana Texte und Studien Nr. 4), Vittorio Klostermann, Frankfurt am Main 1999, 304 S, ISBN 978-3-465-03010-2.
- Die bargeldlose Zahlung. Ein rechtshistorischer Beitrag zur dogmatischen Einordnung des Kreditkartenverfahrens (Juristische Abhandlungen Bd. 30), Vittorio Klostermann, Frankfurt am Main 1996, S. 294, ISBN 978-3-465-02881-9.
- Schuld, Zufall, Risiko. Untersuchung struktureller Probleme privatrechtlicher Zurechnung, Habil. Ffm 1992 (Juristische Abhandlungen Bd. 23), Vittorio Klostermann, Frankfurt am Main 1993, 390 S, ISBN 978-3-465-02601-3.
- Schadensersatz als Enttäuschungsverarbeitung. Zur erkenntnistheoretischen Grundlegung eines modernen Schadensbegriffs, Diss. Ffm 1988 (Schriften zur Rechtstheorie Heft 135), Duncker & Humblot, Berlin 1989, 178 S, ISBN 978-3-428-06638-4.